# علوجني
علوجني (بالفارسية: علوجنی) هي قرية تقع في أذربيجان الغربية في إيران. يقدر عدد سكانها بـ 175 نسمة بحسب إحصاء 2016.